# Nolini
De Nolini zijn een geslachtengroep van vlinders uit de familie visstaartjes (Nolidae).

## Geslachten
- Acatapaustus
- Aedemon
- Alcanola
- Antennola
- Aquis
- Aquita
- Archinola
- Barasa
- Barnanola
- Beana
- Callinola
- Calonola
- Casminola
- Celazia
- Dialithoptera
- Elesma
- Elesmoides
- Evonima
- Ezishnola
- Inouenola
- Kitanola
- Leucobaeta
- Leuconola
- Manoba
- Mecothrix
- Meganola
- Melanographia
- Membranola
- Metanola
- Micronola
- Mokfanola
- Nanola
- Neoniga
- Neonola
- Nigetia
- Njalkanola
- Nola (geslacht)
- Nolathripa
- Nolidia
- Paranola
- Pexinola
- Poliothripa
- Porcellanola
- Proneca
- Pseudopisara
- Psygmomorpha
- Purenola
- Sarbena
- Selca (geslacht)
- Spininola
- Suerkenola
- Supernola
- Toerpenola
- Tshodanola
- Uraba
- Vandamia
- Varganola
- Xenonola